# Georges Bonnet (militaire)
Pour les articles homonymes, voir Georges Bonnet et Bonnet.
Georges Bonnet (Villers-Allerand, 17 novembre 1903 - Pau, 3 décembre 1982) est un militaire français, Compagnon de la Libération. Officier des eaux et forêts mobilisé au début de la Seconde Guerre mondiale, il décide de se rallier à la France libre et s'illustre en tant qu'officier du génie en dirigeant la construction et la réparation de ponts, permettant l'avancée des troupes alliées lors de la libération de la France.

## Biographie

### Jeunesse et engagement
Georges Bonnet naît le 17 novembre 1903 à Villers-Allerand dans la Marne. Il effectue son service militaire à partir de novembre 1925 au 15e régiment du génie puis suis les cours d'élève officier de réserve. Muté au 9e régiment du génie, il termine son service militaire en novembre 1926 et passe dans la réserve avec le grade de sous-lieutenant. Parallèlement, il entame une carrière dans les eaux et forêts.

### Seconde Guerre mondiale
Il est officier des eaux et forêts des colonies en poste au Cameroun lorsqu'il est mobilisé le 2 septembre 1939. Affecté aux forces de police, il est promu lieutenant. À la fin du mois d'août 1940, lorsque le Cameroun se rallie à la France libre, Georges Bonnet lui-aussi décide de poursuivre la lutte et s'engage dans les forces françaises libres. Il participe alors à la campagne du Gabon en octobre et novembre 1940. Affecté au bataillon de marche no 8, il y commande une compagnie de juillet 1942 à septembre 1943, date à laquelle il est muté au 13e bataillon du génie de la 2e division blindée (2e DB). 
Transféré avec la division en Angleterre en avril 1944, il débarque en Normandie en août suivant. Il participe à la bataille de Normandie puis à la libération de Paris, à chaque fois volontaire pour mener à bien de dangereuses missions de reconnaissance en avant de la division. Au début de la bataille des Vosges, Georges Bonnet est amené à prendre le commandement par intérim de sa compagnie du 17 septembre au 3 octobre. Le 19 septembre, une nouvelle fois à la pointe de la division afin de repérer et préparer des points de passage, il doit construire sur le canal de l'Est à Nomexy un pont qui doit permettre la traversée des chars de la 2e DB. Malgré le feu ennemi, il parvient à remplir sa mission rapidement et avec sang-froid, contribuant activement à l'avancée des troupes. 
Engagé dans la bataille d'Alsace du 30 novembre au 5 décembre, il fait toujours preuve d'une grande efficacité dans ses missions de reconnaissance, de réparation et de construction de points de passage permettant la progression de la division. Le 2 décembre, il s'illustre en dirigeant la construction d'un pont sur l'Ill à Kogenheim, et ce malgré un intense bombardement ennemi. Cependant, sa santé ayant décliné depuis plusieurs mois, il est muté au bataillon de renfort de la 2e DB puis, épuisé, termine la guerre à l'hôpital.

### Après-guerre
Démobilisé en octobre 1945 mais toujours réserviste avec le grade de capitaine, il repart en Afrique où il reprend son poste d'officier des eaux et forêts jusqu'à sa retraite. Georges Bonnet meurt le 3 décembre 1982 à Pau et est inhumé à Billère.

## Décorations
|  |  |  |

| Chevalier de la Légion d'honneur | Chevalier de la Légion d'honneur | Compagnon de la Libération | Compagnon de la Libération | Croix de guerre 1939-1945 | Croix de guerre 1939-1945 |